# Lucio Annio Itálico Honorato
Lucio Annio Itálico Honorato (Lucius Annius Italicus Honoratus) fue un político y senador del Imperio Romano en el siglo III.
En 224-225 fue gobernador de la provincia de Mesia Inferior.